# Stone Music Entertainment
Stone Music Entertainment，是CJ ENM旗下音樂業務的發行品牌，曾名為Mnet Media和CJ E&M Music。

## 歷史沿革

### Mnet Media 時期
2006年9月，Mnet Media成立，Core Contents Media為旗下子公司，後為獨立公司。
2007年7月，Mnet Media與CJ Music合併。
2010年8月，為了開發亞洲音樂市場，Mnet Media與JYP娛樂形成策略聯盟。
2011年1月、Mnet Media合併至CJ E&M。

### CJ E&M 音樂事業部門 時期
2012年，CJ E&M Music與《SUPER STAR K》第四季季軍鄭俊英簽約，2014年1月與冠軍Roy Kim簽約，再次展開藝人經紀管理的業務。
2014年3月，CJ E&M開始音樂廠牌（Label system）策略，除成立 MMO娛樂外，Jellyfish娛樂、The Music Works等企劃公司也將成爲CJ E&M旗下Label之一。
2015年9月18日，CJ E&M宣布與B2M娛樂簽訂事業合作協議，B2M代表吉鐘華將會參與管理CJ E&M所屬藝人。同年12月CJ E&M與原屬B2M的Eric Nam、SPICA簽訂專屬合約，CJ E&M的音樂事業本部表示雖然合約與CJ E&M簽訂，但具體的音樂活動和演藝事業管理仍由原品牌 (B2M娛樂) 負責。
2015年10月，CJ E&M Music與HI-Lite Record建立合作關係。2015年12月，CJ E&M Music與AOMG建立合作關係。
2016年10月，Mnet Media被整合至CJ E&M Music Content Division。

### Stone Music Entertainment 時期
2017年，出自《偶像學校》的團體fromis_9透露所屬公司為Stone Music Entertainment，隨後於11月29日發行了其出道單曲《玻璃鞋(Glass Shoes)》。
2018年4月10日，Stone Music Entertainment正式註冊。
2018年6月8日，Swing Entertainment成立，為專門負責管理Wanna One的經紀公司。
2018年7月，CJ E&M與CJ O Shopping整合，成立CJ ENM。
2018年9月，宣布成立Off The Record Entertainment，將會負責管理fromis_9與IZ*ONE。
2021年3月，CJ ENM宣布Stone Music Entertainment3月31日起停業，將繼續作為CJ ENM音樂業務流通品牌，而Stone Music以外的CJ ENM旗下Swing娛樂、Off The Record娛樂、ONEFECT娛樂、AOMG等其它Label將保持不變。旗下藝人將轉移至CJ ENM其它Label。
2021年5月，CJ ENM宣布旗下藝人TO1、 曺柔理將轉移至前身為MMO娛樂、ONEFECT娛樂的新廠牌WAKEONE。
2023年10月，與BRD娛樂公司簽下唱片合作合約，11月8日，徐穗珍正式以個人名義出道。

## 過去旗下藝人

### 藝人
- 金旻載 （YAMYAM ENTERTAINMENT）
- 朴寶藍 （Huayi Brothers Korea）
- IN2IT
- Heize

### 練習生
- 李海印（曾参加《PRODUCE 101》、《偶像學校》、前I.B.I成員）
- NATTY（曾参加《SIXTEEN》、《偶像學校》）
- 李詩安（曾参加《偶像學校》、《PRODUCE 48》）
- 裴恩英（曾参加《偶像學校》、《PRODUCE 48》）
- 賓荷娜（曾参加《偶像學校》）
- 坂本舞白（Kep1er成員）

## 唱片合约
- WAKEONE
  - 夏賢尚（하현상）
  - TO1
  - 曺柔理
  - Davichi
  - Roy Kim
  - Kep1er - (和SWING娛樂共同管理)
  - ZEROBASEONE
  - izna

- SWING娛樂
  - 金在奐
  - 孫昊永
  - Kep1er - (和WAKEONE共同管理)

- Off The Record娛樂
  - fromis_9 (2018-2021)
  - IZ*ONE  (2018-2021)

- 樂華娛樂
  - EVERGLOW
  - 崔叡娜
  - TEMPEST

- MNH娛樂
  - 8TURN

- WM娛樂
  - ONF
  - 李彩演

- KQ娛樂 
  - BLOCK B
  - ATEEZ

- RBW
  - ONEWE

- C9娛樂
  - cignature

- n.CH娛樂
  - NATURE

- P NATION
  - Heize
  - TNX

- BELIFT LAB
  - ENHYPEN
  - ILLIT

- 143娛樂
  - LIMELIGHT
  - iKON

- AOMG
- H1ghr music
- Amoeba Culture
- Jellyfish娛樂

## 外部連結
- 官方网站 
- YouTube上的Stone Music Entertainment頻道
- Stone Music Entertainment的X（前Twitter）